# Гідротехніка
Гідроте́хніка (рос. гидротехника, англ. hydraulic engineering, нім. Hydrotechik f, Wasserbaukunst f) — галузь науки і техніки, пов'язана з вивченням і використанням водних ресурсів, боротьбою проти руйнівної дії вод за допомогою гідротехнічних споруд, спеціального устаткування та пристроїв.

## Завдання гідротехніки
- Завдання гідротехніки полягає в тому, щоб існуючий природний режим будь-якого водного об’єкта (річки, озера, моря, підземних вод тощо) за допомогою гідротехнічних споруд пристосувати, змінити, перетворити для доцільного й економічного водогосподарського використання і для захисту навколишнього середовища від шкідливої дії вод.
- Друге завдання гідротехніки – створення штучних водних потоків і водойм у випадку, коли природних вод недостатньо для водопостачання або вони взагалі відсутні.
- Третє завдання (спеціальне) – створення установок або споруд для спеціальних потреб окремих видів водного господарства (наприклад, судноплавних шлюзів, будівель гідроелектростанцій, насосних станцій, рибоводних систем і т. ін.).

Гідротехнічні споруди, що виконують перше і друге завдання, є однаковими для всіх галузей водного господарства і називаються загальними; споруди ж, що обслуговують лише окремі види водного господарства (гідроенергетика, судноплавство, сплав, іригація, водопостачання та ін.), називаються спеціальними.
Гідротехнічні споруди, що зводяться на річках або використовують річковий стік, називають річковими, на озерах і морях – відповідно, озерними та морськими.

## Гідротехніка як наука
Як наука гідротехніка ґрунтується на гідрології, гідрогеології, гідравліці, гідромеханіці, механіці ґрунтів, будівельній механіці, інженерній геології тощо.
Досягнення гідротехніки сприяють:
- безпеці судноплавства;
- вирішенню питань використання гідравлічної енергії;
- підведення води для постачання населених пунктів, промислових підприємств, зрошення земель, відведення відпрацьованих та стічних вод від населених пунктів, промислових та гірничорудних підприємств;
- створення необхідних умов для рибного господарства;
- захисту населених пунктів, промислових підприємств, об'єктів транспорту, сільськогосподарських угідь тощо від шкідливої дії водної стихії.

Гідротехніка розробляє:
- методи регулювання стоку, ерозійної дії потоків, використання підземних вод та регулювання їхнього рівня;
- способи захисту берегів та прибережних територій від розмиву та затоплення, найбільш доцільного застосування водних об'єктів;
- теорію конструювання гідротехнічних споруд, методи їхнього проектування, будівництва та експлуатації.

## Гідротехніка як галузь техніки
Гідротехніка як галузь техніки об'єднує інженерні пошуки і дослідження природних умов територій, на яких проектуються гідротехнічні споруди (гідрогеологічні умови, рельєф, гідрологічний режим), проектування нових гідрологічних режимів річок і водойм, створюваних у результаті будівництва гідротехнічних споруд, а також планування споруд та інженерних мереж водогосподарського комплексу, їхнє будівництво та експлуатацію.
Спеціаліст або працівник галузі «гідротехніка» називається гідротехнік.